# 蘇曉康

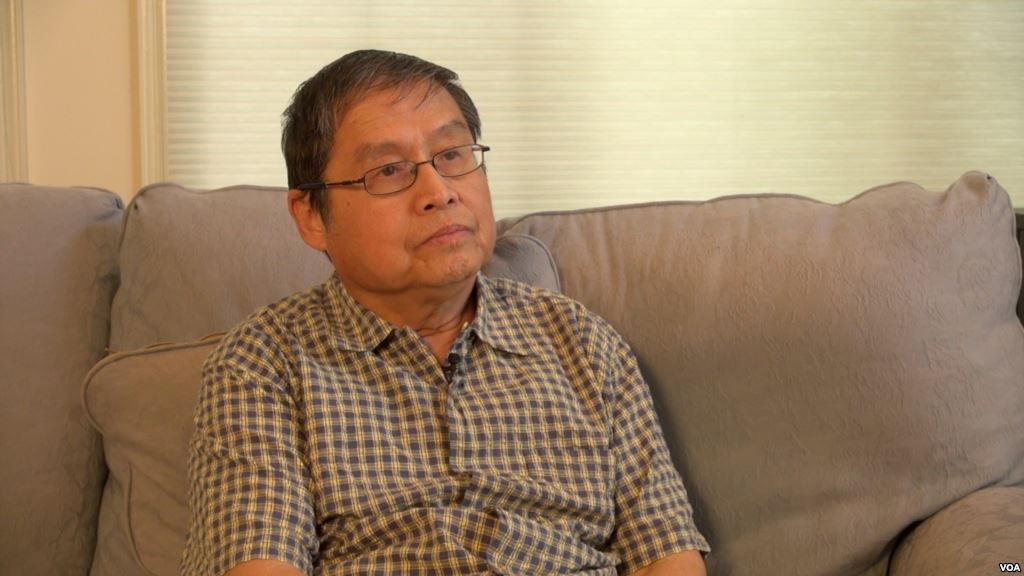
苏晓康六四事件25周年前接受美国之音专访

蘇曉康（1949年—），祖籍四川成都，出生于浙江杭州，為中國著名文學家、記者、異議人士，著名作家。

## 生平
他的父亲名為苏沛，妻子為傅莉。 电视剧《河殤》總撰搞人，並以此而聞名，被視為是中國八〇年代報導文學代表人物之一。因积极参加八九民运，“六四”后遭到通缉，被中华人民共和国政府指控為八九學運的幕後黑手，1989年6月，逃亡至美國。曾任民主中国阵线理事。现为《民主中国》杂志社社长。

## 著作
- 《河殤》
- 《離魂歷劫自序》
- 《自由備忘錄》
- 《鬼推磨：中國魔幻三十年（1989-2019）》
- 《瘟世間》
- 《西齋深巷》
- 《寂寞的德拉瓦灣》
- 《離魂歷劫自序(增訂版)》